# Lista da flora do Cerrado
Esta é uma lista de plantas silvestres nativas da vegetação do Cerrado brasileiro.

## Anacardiaceae
- Anacardium humile A. St.-Hil.
- Anacardium occidentale L.
- Astronium fraxinifolium Schott.
- Astronium ulei Mattick
- Lithraea molleoides (Vell.) Engl.
- Myracrodruon urundeuva Allemão
- Spondias purpurea L.
- Schinus terebinthifolius Raddi
- Tapirira guianensis Aubl.
- Tapirira marchandii Engl.

## Annonaceae
- Annona cacans Warm.
- Annona coriacea Mart.
- Annona crassiflora Mart.
- Annona dioica A. St.-Hil.
- Duguetia furfuracea (A. St.-Hil.) Saff.
- Xylopia aromatica (Lam.) Mart.
- Xylopia brasiliensis Spreng.
- Xylopia sericea A. St.-Hil.

## Apocynaceae
- Aspidosperma dasycarpon A. DC.
- Aspidosperma macrocarpon Mart.
- Aspidosperma tomentosum Mart.
- Aspidosperma verbascifolium Müll. Arg.
- Hancornia speciosa Gomes
- Himatanthus obovatus (Müll. Arg.) Woodson

## Aquifoliaceae
- Ilex conocarpa Reiss

## Araliaceae
- Didymopanax macrocarpum (Cham. et Sch.) Seem
- Didymopanax vinosum E. March.
- Schefflera macrocarpa

## Arecaceae
- Acrocomia aculeta Lodd.
- Mauritia vinifera Mart

## Bignoniaceae
- Cybistax antisiphillitica Mart.
- Jacaranda caroba (Vell.) A. DC.
- Jacaranda decurrens Cham.
- Tabebuia alba (Cham.) Sandwith
- Tabebuia caraiba (Mart.) Bureau
- Tabebuia chrysotricha (Mart. ex A. DC.) Standl.
- Tabebuia ochracea (Cham.) Standl.
- Tabebuia serratifolia (Vahl) G. Nicholson
- Zeyheria digitalis (Vell.) L.B. Sm. & Sandwith
- Zeyheria montana Mart.

## Bixaceae
- Cochlospermum regium (Mart.) Pilger.

## Bombacaceae
- Bombax campestre K. Schum.
- Eriotheca gracilipes (K. Schum.) A. Robyns
- Eriotheca pubescens (Mart. & Zucc.) Schott & Endl.
- Pseudobombax longiflorum (Mart. & Zucc.) A. Robyns

## Boraginaceae
- Cordia trichotoma (Vell.) Arrab.

## Burseraceae
- Protium almecega March.
- Protium heptaphyllum (Aubl.) March.

## Caesalpiniaceae
- Acosmium dasycarpum (Vogel)Yakovlev
- Acosmium subelegans (Mohlenbr.) Yakovlev
- Bauhinia forficata Link.
- Bauhinia rufa (Bong.) Steud.
- Copaifera elliptica Mart.
- Copaifera langsdorffii Desf.
- Copaifera oblongifolia Mart.
- Copaifera officinalis Vell.
- Dimorphandra mollis Mart.
- Hymenaea stigonocarpa Mart.
- Sclerolobium paniculatum Vogel

## Caryocaraceae
- Caryocar brasiliense Camb.

## Celastraceae
- Austroplenckia populnea (Reiss.) Lundell.

## Clethraceae
- Clethra brasiliensis Cham. et Schlecht.

## Combretaceae
- Terminalia argentea Mart. et Zucc.
- Terminalia brasiliensis (Chamb.) Eichl.
- Terminalia fagifolia Mart. et Zucc.

## Compositae
- Piptocarpha rotundifolia (Less.) Baker
- Vanillosmopsis erythropappa (DC.) Sch.-Bip.
- Vanillosmopsis polycephala (DC.) Sch.-Bip.

## Connaraceae
- Connarus suberosus Planch.

## Dilleniaceae
- Curatella americana L.

## Ebenaceae
- Diospyros hispida DC.
- Diospyros sericea DC.

## Euphorbiaceae
- Pera glabrata (Schott.) Baillon.

## Fabaceae
- Andira laurifolia Benth.
- Andira humilis Mart. ex Benth.
- Bowdichia virgilioides H.B.K.
- Dalbergia miscolobium Benth.
- Dipteryx alata Vogel
- Erythrina mulungu Mart.
- Machaerium acutifolium Vogel
- Machaerium nictitans (Vell.) Benth.
- Machaerium opacum Vogel
- Machaerium scleroxylon Tull.
- Machaerium villosum Vogel
- Platypodium elegans Vogel
- Pterodon emarginatus Vogel
- Pterodon pubescens (Benth.) Benth.

## Flacourtiaceae
- Casearia arborea (L. C. Rich.)Urban.
- Casearia decandra Jacq.
- Casearia gossypiosperma Briq.
- Casearia grandiflora Cambess.
- Casearia sylvestris Sw.

## Guttiferae
- Kielmeyera coriacea (Spreng.) Mart.
- Kielmeyera variabilis (Spreng.) Mart.

## Hippocrateaceae
- Salacia crassiflora (Mart.) Peyr.
- Salacia micrantha (Mart.) Peyr.

## Icacinaceae
- Emmotum nitens (Benth.) Miers

## Labiatae
- Hyptis cana Pohl. ex Benth.

## Lauraceae
- Ocotea pulchella (Nees) Mez.

## Loganiaceae
- Antonia ovata Pohl.
- Strychnos pseudoquina St. Hill.

## Lythraceae
- Lafoensia pacari St. Hil.

## Malpighiaceae
- Byrsonima coccolobifolia (Spreng.) Kunth.
- Byrsonima crassa Nied.
- Byrsonima crassifolia Mart.
- Byrsonima intermedia A. Juss.
- Byrsonima verbascifolia (L.) Rich. ex A. Juss.

## Melastomataceae
- Miconia albicans (Sw.) Triana
- Miconia macothyrsa Benth.
- Miconia paulensis Naud.
- Miconia pepericarpa DC.
- Miconia theezans (Bom.) Cogn.

## Meliaceae
- Cabralea cangerana Sald.
- Cabralea polytricha Juss.

## Mimosaceae
- Acacia paniculata Willd.
- Acacia plumosa Lowe
- Enterolobium gummiferum (Mart.) Macbride
- Mimosa laticifera Rizz. & Mattos
- Platymenia reticulata Benth.
- Stryphnodendron adstringens (Mart.) Coville
- Stryphnodendron obovatum Benth.
- Stryphnodendron polyphyllum Benth.

## Moraceae
- Brosimum gaudichaudii Trecul

## Myrsinaceae
- Cybianthus detergens Mart.
- Myrsine umbellata Mart.
- Rapanea ferruginea (Ruiz et Pav.) Mez.
- Rapanea guianensis Aubl.
- Rapanea oblonga Pohl.
- Rapanea umbellata (Mart.) Mez.

## Myrtaceae
- Campomanesia pubescens (DC.) O. Berg
- Eugenia dysenterica DC.
- Myrcia bella Cambess.
- Myrcia lingua (O. Berg) Mattos & D. Legrand
- Psidium cinereum Mart.

## Myristicaceae
- Virola sebifera Aubl.

## Nyctaginaceae
- Guapira Guapira noxia (Netto) Lundell
- Guapira opposita (Vell.) Reitz
- Neea theifera Oerst.
- Pisonia campestris Netto
- Pisonia tomentosa Casar.

## Ochnaceae
- Ouratea castaneifolia Engl.
- Ouratea semiserrata (Mart. & Nees) Engl.
- Ouratea spectabilis (Mart. ex Engl.) Engl.

## Opiliaceae
- Agonandra brasiliensis Miers.

## Proteaceae
- Roupala brasiliensis Klotzsch.
- Roupala gardneri Meissn.
- Roupala heterophylla Pohl.
- Roupala montana Aubl.

## Rubiaceae
- Rustia formosa (Cham. & Schltdl.) Klotz.
- Tocoyena formosa (Cham. & Schltdl.) K. Schum.

## Rutaceae
- Dictyoloma incanescens DC.
- Zanthoxylum rhoifolium Lam.

## Sapindaceae
- Dilodendron bipinnatum Radlk.
- Magonia pubescens A. St.-Hil.

## Sapotaceae
- Pouteria ramiflora (Mart.) Radlk.
- Pouteria torta (Mart.) Radlk.

## Solanaceae
- Solanum lycocarpum St. Hil.

## Styracaceae
- Styrax camporum Pohl.
- Styrax ferrugineus Ness et Mart.
- Styrax martii Seub.

## Symplocaceae
- Symplocos lanceolata (Mart) A.DC.
- Symplocos nitens (Pohl.) Benth.

## Tiliaceae
- Guazuma ulmifolia Lam.
- Luehea divaricata Mart.
- Luehea grandiflora Mart.
- Luehea paniculata Mart.
- Luehea rufescens St. Hil.
- Luehea uniflora St. Hil.

## Verbenaceae
- Aegiphila lhotzkyana Cham.
- Aegiphila tomentosa Cham.

## Vochysiaceae
- Qualea cordata Spreng.
- Qualea glauca Warm.
- Qualea grandifloa Mart.
- Qualea multiflora Mart.
- Qualea parviflora Mart.
- Salvertia convallariodora A. St.-Hil.
- Vochysia discolor Warm.
- Vochysia elliptica Mart.
- Vochysia rufa Mart.
- Vochysia thyrsoidea Pohl
- Vochysia tucanorum Mart.